# Ruggero Cobelli
Pour les articles homonymes, voir Cobelli.
Ruggero (de) Cobelli est un médecin et un naturaliste italien, né le 5 avril 1838 à Rovereto, Trentin et mort le 5 septembre 1921 dans cette même ville.

## Biographie
Après des études à Rovereto, Ruggero Cobelli part étudier la médecine à l’université de Padoue en 1856. En 1858, il va étudier à l’université de Vienne. Il revient à Padoue en 1862, année au cours de laquelle il passe ses doctorats de médecine (le 18 juin) et de chirurgie (le 14 novembre). L’année suivante, il est diplômé d’obstétrique.
De 1862 à 1866, il est assistant à l’institut de physiologie de l’université de Padoue. Après avoir servi durant quelques mois à l’hôpital militaire de la ville, il retourne à Rovereto où il enseigne l’histoire naturelle à l’école Elisabettina de 1869 à 1870 puis la médecine de 1872 à 1902.
Il est l’auteur de 158 publications sur des divers sujets, principalement sur la botanique et l’entomologie (et notamment sur la sériciculture et l’apiculture). Il fait paraître des catalogues sur les orthoptères, les hémiptères Cicadinae et les hyménoptères du Trentin. Il conduit de nombreuses recherches avec son frère Giovanni Cobelli (1849-1937), instituteur et naturaliste amateur. Ses collections, léguées au Muséum de Rovereto, ont été détruites durant la guerre de 1915-1918.

## Sources
- Cesare Conci et Roberto Poggi (1996), Iconography of Italian Entomologists, with essential biographical data. Memorie della Società entomologica Italiana, 75 : 159-382.
- Pietro Lorenzi & Silvio Bruno (2002). Uomini, storie, serpenti contributi alla storiografia erpetologica del Trentino-Alto Adige e Dintorni. Annali del Museo Civico di Rovereto, 17 : 173-274.